# Grigory Kosykh
Grigory Georgievitch Kosykh (en russe : Григорий Георгиевич Косых), né le 9 février 1934 à Oral au Kazakhstan et mort le 23 février 2012, est un tireur sportif soviétique d'origine russe.

## Biographie
Diplômé de l'Institut pédagogique de Moscou  en 1969, ainsi que de l'école de police du ministère de l'Intérieur, il a effectué sa carrière sportive au Dynamo de Moscou. Il a ensuite été entraîneur principal du CS Dynamo, de 1981 à 1988.
Il a obtenu son plus grand succès aux Jeux olympiques de Mexico, en 1968, avec une victoire au pistolet à 50m. Il s'est imposé largement avec un total de 597 points, devant le représentant de la RFA, Heinz Mertel (562 points) et celui de la RDA, Harald Vollmar (560 points).
Il a participé aux Jeux olympiques de Munich en 1972 ainsi qu'à ceux de Montréal en 1976, se classant respectivement 8e et 7e. 